# Mauremys reevesii
La tartaruga cinese palustre tricarinata (Mauremys reevesii Gray, 1831) è una rara specie di tartaruga appartenente alla famiglia dei Geoemididi.

## Descrizione
Il carapace, lungo al massimo 240 mm con le femmine che raggiungono le dimensioni maggiori, presenta una forma piuttosto allungata e tre carenature ben marcate, soprattutto nei giovani esemplari. Le femmine raggiungono dimensioni maggiori rispetto ai maschi. La colorazione è molto variabile, con tonalità brune più o meno scure e macchie nerastre lungo le carene. Dopo gli accoppiamenti primaverili, la deposizione delle uova avviene tra giugno e luglio, con 2 o 3 covate composte da 4-9 uova ciascuna. Le uova si schiudono dopo circa 90 giorni. La specie ha un'alimentazione onnivora, basata su piante acquatiche, insetti, anellidi, piccoli crostacei e pesci.

## Distribuzione e habitat
Questa tartaruga è distribuita in Giappone, nel sud della Cina, in Corea e a Taiwan, dove predilige acque stagnanti e piccoli corsi d'acqua con fondali fangosi o sabbiosi. Sebbene non siano state identificate sottospecie, molte popolazioni presentano caratteristiche morfologiche e cromatiche uniche, come quelle del Giappone, che tendono a essere di dimensioni maggiori, o di Taiwan, che mostrano più striature chiare sul collo.

## Mantenimento in cattività

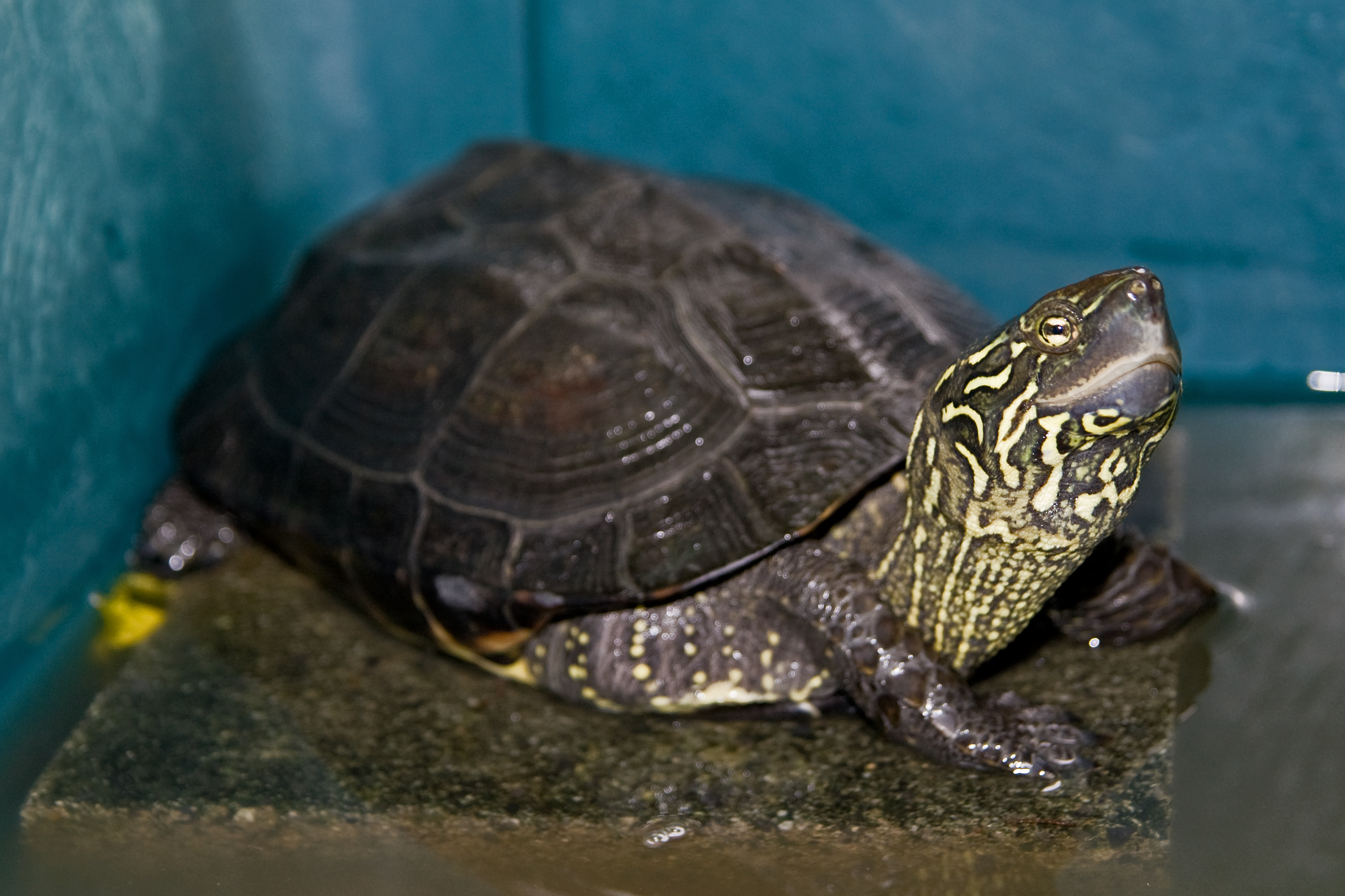
Mauremys reevesi su una zona emersa nel suo acquario

L'allevamento in acquario di questa specie è possibile per tutta la durata della sua vita, grazie alle dimensioni relativamente ridotte che raggiunge da adulta. Data la loro capacità terricola, queste tartarughe si adattano molto bene anche alla vita in acquari commerciali, a patto che venga creata un'ampia zona emersa. Tuttavia, l'allevamento in acquario richiede alcuni accorgimenti fondamentali per evitare problemi dovuti alla mancanza di esposizione al sole, all'assenza del letargo o a spazi inadeguati. La temperatura dell'acqua consigliata è tra i 20 e i 23 °C, ma non è necessario mantenerla costante, poiché deve variare in relazione ai cambi stagionali. L'acquario dovrà avere un'altezza dell'acqua relativamente bassa rispetto a quella richiesta da altre specie: in generale, dovrebbe essere pari almeno alla lunghezza del carapace. Inoltre, è necessario predisporre un ampio numero di sassi, tronchi e arredi per evitare che la tartaruga si affatichi eccessivamente nel raggiungere la superficie per respirare. L’acqua deve essere filtrata con un filtro esterno potente, poiché queste tartarughe tendono a sporcare molto l'acqua. È consigliabile investire sin da subito in filtri esterni sovradimensionati rispetto al volume della vasca.

## Conservazione
Il principale fattore di minaccia per questa specie è l'intensa cattura per fini alimentari e per la medicina tradizionale. È una delle specie più abbondanti tra quelle vendute nei mercati per animali d'affezione a Taiwan e in altre città del Sud-est asiatico. Inoltre, la distruzione e il degrado dell'habitat, causati dall'urbanizzazione e dall'inquinamento, mettono a rischio la sopravvivenza di questa specie di pianura.